# Bitwa pod Mołotkowem
Bitwa pod Mołotkowem – walki 2 pułku piechoty i 3 pułku piechoty Legionów Polskich z Grupy Taktycznej gen. K. Trzaski-Durskiego prowadzone w dniu 29 października 1914 roku pod Mołotkowem w Galicji przeciwko wojskom rosyjskim.

## Historia
Grupa Taktyczna gen. Trzaski-Durskiego (późniejsza II Brygada Piechoty Legionów) rozpoczęła 29 października 1914 atak na nadciągające jednostki rosyjskie. IV batalion 2 pp pod dowództwem kpt. Bolesława Roji dotarł w walkach do centrum Mołotkowa, gdzie został zatrzymany i zmuszony do odwrotu. Oddziały 2 i 3 pp, w sile ok. 6 tys. żołnierzy, bez broni maszynowej, walczyły z przeważającymi siłami Rosjan – 12 batalionów piechoty (ok. 15 tys. żołnierzy), wspierane przez 16 dział i 24 karabiny maszynowe. 

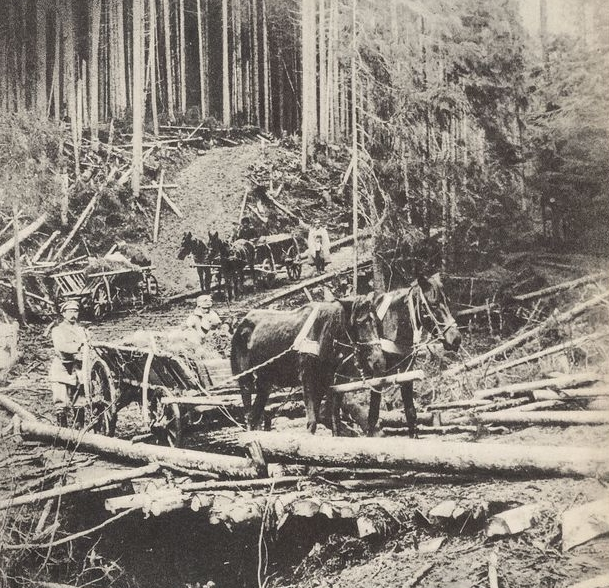
Transport rannych spod Mołotkowa. Za wozem idzie ppor. dr Mieczysław Konopacki

Rosjanie przedarli się na tyły legionistów, zagrażając ich okrążeniem. Po wycofaniu się i przeprawie przez Bystrzycę, legioniści zajęli pozycje w Pasiecznej i pod Zieloną. 
Polacy stracili w walkach poległych ok. 200 legionistów i ok. 300 rannych. 400 dostało się do niewoli. Rosjanie stracili ok. 100 zabitych, kilkuset rannych i jeńców. Polacy zostali częściowo rozproszeni i ci, którzy zdołali uniknąć niewoli, wracali jeszcze przez kilka dni do swoich pododdziałów.
Była to pierwsza większa bitwa polskich legionistów oraz jedna z najkrwawszych, jakie przyszło im stoczyć z Rosjanami.
Walki pod Mołotkowem zostały upamiętnione na Grobie Nieznanego Żołnierza w Warszawie, napisem na jednej z tablic w okresie II RP i po 1990 r.: „MOŁOTKÓW 29 X 1914”.